# Eumerus deceptor
Eumerus deceptor är en tvåvingeart som beskrevs av Charles Howard Curran 1928. Eumerus deceptor ingår i släktet månblomflugor, och familjen blomflugor. Inga underarter finns listade i Catalogue of Life.